# Skomorosze
Skomorosze (ukr. Скомороше) – wieś na Ukrainie, w  rejonie czortkowskim obwodu tarnopolskiego, w hromadzie Białobożnica, położona nad rzeką Seret. 
W II Rzeczypospolitej wieś w powiecie trembowelskim w województwie tarnopolskim. W latach 1944–1945 nacjonaliści ukraińscy z OUN-UPA zamordowali tutaj 16 Polaków, grabiąc polskie gospodarstwa.